# Les Enfoirés... la Crise de nerfs
Albums de Les Enfoirés
Les Enfoirés font leur cinéma Dans l'œil des Enfoirés
Les Enfoirés... la Crise de nerfs est le dix-neuvième album des Enfoirés, enregistré lors de leurs sept concerts au Palais Nikaia à Nice du mercredi 27 janvier au lundi 1er février 2010, et vendu en 441 500 exemplaires en 2010 en France.

## Liste des chansons
| No  | Titre                                                                        | Musique                                                                                                 | Auteur               | Durée       |
| --- | ---------------------------------------------------------------------------- | --- | -------------------- | ----------- |
| 1.  | XXL                                                                          | Amel Bent, Grégoire, Lââm, Lorie, Renan Luce, Hélène Ségara et Les Enfoirés                             | Mylène Farmer        | 5 min 01 s  |
| 2.  | Ça m'énerve                                                                  | Jean-Louis Aubert, Patrick Fiori, Gérard Jugnot, Christophe Maé, Kad Merad, Pascal Obispo, Les Enfoirés | Helmut Fritz         | 3 min 58 s  |
| 3.  | Au cœur de la nuit (participation de Lorie)                                  | Patrick Bruel, Claire Keim, Michèle Laroque, Christophe Maé                                             | Téléphone            | 4 min 13 s  |
| 4.  | Medley "J'suis bien nulle part" : (avec Liane Foly et Mimie Mathy)           | |                      | 8 min 01 s  |
|     | - J'suis bien nulle part                                                     | Mimie Mathy                                                                                             | Jean-Jacques Goldman |             |
|     | - J'aime plus Paris                                                          | Julien Clerc, Patricia Kaas                                                                             | Thomas Dutronc       |             |
|     | - À la campagne                                                              | Nolwenn Leroy, Renan Luce                                                                               | Bénabar              |             |
|     | - Au soleil                                                                  | Michèle Laroque, Christophe Maé                                                                         | Jenifer              |             |
| 5.  | Les Passantes                                                                | Jean-Louis Aubert, Francis Cabrel, Julien Clerc, Christophe Willem                                      | Georges Brassens     | 4 min 51 s  |
| 6.  | The Show Must Go on                                                          | Patrick Fiori, Liane Foly, Garou, Lââm, La Compagnie des Enfants du Spectacle                           | Queen                | 4 min 20 s  |
| 7.  | Medley "Rewind" :                                                            | |                      | 8 min 24 s  |
|     | - Tout doucement                                                             | Bénabar, Thomas Dutronc, Garou, Pascal Obispo                                                           | Bibie                |             |
|     | - Like a Hobo                                                                | Bénabar, Garou, Christophe Maé, Pascal Obispo                                                           | Charlie Winston      |             |
|     | - Antisocial                                                                 | Bénabar, Garou, Christophe Maé, Pascal Obispo                                                           | Trust                |             |
|     | - Une seule vie                                                              | Amel Bent, Catherine Lara                                                                               | Gérald de Palmas     |             |
| 8.  | Medley "Calamar Club" : (avec Bénabar et Kad Mérad)                          | |                      | 14 min 27 s |
|     | - I Gotta Feeling                                                            | Zazie, Christophe Willem                                                                                | Black Eyed Peas      |             |
|     | - Womanizer                                                                  | Alizée, Jenifer                                                                                         | Britney Spears       |             |
|     | - Do You Saint-Tropez                                                        | Gérard Jugnot, Lââm                                                                                     | Geneviève Grad       |             |
|     | - Fuck You                                                                   | Lorie, Natasha St-Pier                                                                                  | Lily Allen           |             |
|     | - Tu vuo' fa' l'americano                                                    | Jean-Baptiste Maunier, Patrick Timsit                                                                   | Renato Carosone      |             |
|     | - Tu m'oublieras                                                             | Patrick Bruel, Nolwenn Leroy                                                                            | Larusso              |             |
|     | - Paris Latino                                                               | Thomas Dutronc, Claire Keim                                                                             | Bandolero            |             |
| 9.  | Dans ton sac                                                                 | Bénabar, Francis Cabrel, Garou, Maxime Le Forestier                                                     | Renaud               | 4 min 21 s  |
| 10. | Dieu que c'est beau                                                          | Patrick Fiori, Liane Foly, Michael Jones, Maurane, Pascal Obispo, Hélène Ségara                         | Daniel Balavoine     | 4 min 05 s  |
| 11. | Les Paradis perdus                                                           | Jean-Louis Aubert                                                                                       | Christophe           | 5 min 21 s  |
| 11. | Les Bêtises                                                                  | Jean-Jacques Goldman, Jenifer, Jean-Baptiste Maunier, Zazie                                             | Sabine Paturel       |             |
| 12. | Ta main                                                                      | Renan Luce, Mimie Mathy, Maurane, MC Solaar, Zazie et Les Enfoirés                                      | Grégoire             | 3 min 55 s  |
| 13. | Medley "Histoire de la danse" : (avec Jean-Jacques Goldman et Gérard Jugnot) | |                      | 12 min 17 s |
|     | - Primitif                                                                   | Patrick Fiori, Kad Merad                                                                                | Richard Gotainer     |             |
|     | - La Demoiselle                                                              | Julien Clerc, Hélène Segara                                                                             | Angelo Branduardi    |             |
|     | - Ma révolution                                                              | Garou, Nolwenn Leroy                                                                                    | Jenifer              |             |
|     | - Aimer jusqu'à l'impossible                                                 | Lorie, Natasha St-Pier                                                                                  | Tina Arena           |             |
|     | - Lady Melody                                                                | Francis Cabrel, MC Solaar                                                                               | Tom Frager           |             |
|     | - We Are the World                                                           | Alizée, Amel Bent                                                                                       | Michael Jackson      |             |
| 14. | Parce que c'est toi                                                          | Patrick Bruel, Grégoire, Natasha Saint-Pier, Zazie                                                      | Axelle Red           | 4 min 06 s  |
| 15. | Macumba                                                                      | Alizée, Francis Cabrel, Thomas Dutronc, Patricia Kaas, Fanfare Echo de la Chaumière                     | Jean-Pierre Mader    | 2 min 56 s  |
| 16. | Medley "Tout va changer" : (avec Liane Foly et Kad Merad)                    | |                      | 12 min 22 s |
|     | - Tout va changer                                                            | Maurane, Patrick Timsit                                                                                 | Michel Fugain        |             |
|     | - Je me sens si seul                                                         | Jean-Jacques Goldman, Michael Jones, Jean-Baptiste Maunier                                              | Marc Lavoine         |             |
|     | - Liberta                                                                    | Grégoire, Catherine Lara                                                                                | Pep's                |             |
|     | - Tatoue-moi                                                                 | Patricia Kaas, Christophe Maé                                                                           | Mozart, l'Opéra Rock |             |
|     | - Ne partons pas fâchés                                                      | Michèle Laroque, Maxime Le Forestier                                                                    | Raphael              |             |
| 17. | Je suis un homme                                                             | Bénabar, Jean-Jacques Goldman, Claire Keim, Pascal Obispo                                               | Zazie                | 5 min 28 s  |
| 18. | J'te l'dis quand même                                                        | Les Enfoirés                                                                                            | Patrick Bruel        | 4 min 22 s  |
| 19. | Si l'on s'aimait, si                                                         | Les Enfoirés                                                                                            | Les Enfoirés         | 4 min 04 s  |
| 20. | La Chanson des Restos                                                        | Les Enfoirés                                                                                            | Les Enfoirés         | 2 min 58 s  |

## Hymne
L'hymne des enfoirés 2010 est une adaptation de la chanson I Was Made for Lovin' You du groupe Kiss renommée pour l’occasion Si l'on s'aimait, si. Elle a été adaptée par Jean-Jacques Goldman et Bénabar.
Ce single est le premier extrait de l'album sorti le 13 mars 2010 et a été diffusé pour la première le vendredi 22 janvier 2010 et disponible en téléchargement légal depuis le 1er février 2010.

## Diffusion et audience
Le concert a été diffusé le 12 mars 2010 sur TF1 et a réuni 11 598 000 téléspectateurs, soit 48 % de part de marché.

## Artistes
36 artistes ont participé à au moins un des sept concerts (un astérisque indique ceux ayant participé à tous les concerts) :
- Alizée*
- Jean-Louis Aubert*
- Bénabar (29, 30, 31 janvier et 1er février)
- Amel Bent*
- Patrick Bruel*
- Francis Cabrel*
- Julien Clerc*
- Thomas Dutronc (27, 29, 30, 31 janvier et 1er février)
- Patrick Fiori*
- Liane Foly*
- Garou*
- Jean-Jacques Goldman*
- Grégoire* (Première participation)
- Jenifer (30, 31 janvier et 1er février)
- Michael Jones*
- Gérard Jugnot (31 janvier et 1er février)
- Patricia Kaas  (29, 30, 31 et 1er février)
- Claire Keim*
- Lââm*
- Catherine Lara*
- Michèle Laroque (30, 31 et 1er février)
- Maxime Le Forestier*
- Nolwenn Leroy*
- Lorie (27, 28, 29, 31 janvier à 20H et le 1er février)
- Renan Luce*
- Christophe Maé*
- Mimie Mathy*
- Jean-Baptiste Maunier*
- Maurane (27, 28, 30, 31 janvier et 1er février) le 29 janvier, Maurane se trouvait à Nice, mais était souffrante.
- MC Solaar*
- Kad Merad (30 et 31 janvier)
- Pascal Obispo*
- Hélène Ségara*
- Natasha St-Pier*
- Patrick Timsit (31 janvier et 1er février)
- Christophe Willem  (31 janvier et 1er février)
- Zazie  (29, 30, 31 janvier et 1er février)

## Classements hebdomadaires
| Classement (2010)            | Meilleure place |
| ---------------------------- | --------------- |
| Belgique (Flandre Ultratop)  | 98              |
| Belgique (Wallonie Ultratop) | 1               |
| France (SNEP)                | 1               |
| Suisse (Schweizer Hitparade) | 2               |

## Certifications
| Pays           | Certification | Unités certifiées |
| -------------- | ------------- | ----------------- |
| Belgique (BEA) | Platine       | 20 000            |
| France (SNEP)  | Diamant       | 500 000           |